# Lycoming O-290
Il Lycoming O-290 era un motore a 4 cilindri contrapposti, raffreddato ad aria, prodotto dall'azienda statunitense Lycoming Engines; realizzato nel 1939 entrò in produzione a partire dal 1942.
Oltre che per la propulsione di aerei, venne impiegato anche come ground power unit.

## Storia, sviluppo e descrizione tecnica
Il Lycoming O-290 è stato sviluppato alla fine degli anni trenta unitamente alla versione a 6 cilindri O-435. Si tratta di un motore a cilindri contrapposti, con alimentazione a carburatore e distribuzione ad aste e bilancieri.
La versione iniziale sviluppava la potenza di 93 kW a 2 450 giri al minuto e poteva essere alimentata da avgas con un minimo di 73 ottani; ottenne la certificazione al volo il 27 luglio del 1942.
Il Lycoming O-290 è stato realizzato in numerose versioni (sia per impieghi militari che civili), la maggior parte delle quali incorporava modifiche di dettaglio rispetto all'originale. Variazioni apprezzabili rispetto alla prima serie si possono riscontrare a partire dalla versione O-290-D2, certificata il 1º maggio 1952 (anche per l'impiego su elicotteri ed installata in posizione orizzontale): in virtù, tra l'altro, dell'incremento del rapporto di compressione (da 6,25 fino a 7,5:1) la sua potenza saliva a 135 hp a parità di regime di rotazione.
La versione O-290-G, per la quale non è stata richiesta la certificazione alle autorità competenti per i velivoli commerciali, è stata utilizzata sia per la realizzazione delle ground power unit che per la motorizzazione di numerosi velivoli autocostruiti.

## Aeromobili utilizzatori

### Aerei
Messico
- Sea Teziutlán

 Regno Unito
- Taylorcraft Auster

 Stati Uniti
- Aerocar
- Aero Commander 100
- Aquaflight Aqua I
- Pazmany PL-1
- Piper PA-18-125
- Piper PA-20 Pacer
- Smyth Sidewinder
- Thorp T-18

### Elicotteri
Stati Uniti
- Transcendental 1-G
- Seibel S-4